# XI. Alfonz kasztíliai király
 XI. (Bosszúálló, vagy Igazságos) Alfonz (Salamanca, 1311. augusztus 13. – Gibraltár, 1350. március 27. vagy 1350. március 26.), a Burgundiai-házból származó kasztíliai és leóni király (1312 – 1350) IV. Ferdinánd (1285 – 1312) kasztíliai és leóni király fia és utóda. Édesanyja, Konstancia (1290 – 1313) Dénes (1261 – 1325) portugál királynak és feleségének, az aragóniai királyi családból származó Portugáliai Szent Erzsébetnek (1271 – 1336) volt a leánya.

## Élete
XI. Alfonz csak egyéves volt apja halálakor. Édesanyja is hamarosan meghalt, ezért a nagyanyja – IV. Ferdinánd édesanyja – Maria de Molina (1265? – 1321), Molina úrnője 1312-től 1321-ig Kasztília régensnőjeként uralkodott. (Maria de Molina Alfonso de Molinának, IX. Alfonz leóni király és Berengária kasztíliai királynő gyermekének, III. (Szent) Ferdinánd öccsének, volt a lánya.)
A király azonban nemcsak a nagyanyjának a gyámsága alatt állt. Több rokona is betöltötte a gyámi tisztet, többek között az apjának öccse, Kasztíliai Péter, és nagyapjának, IV. Sancho (1257? 1258? – 1295) kasztíliai és leóni királynak az öccse, Kasztíliai János, akik 1319-ben elestek a Tiscar melletti csatában, amit a kasztíliaiak elveszítettek a granadai mórok ellen.
XI. Alfonz gyermekkorára a nemesi csoportosulások véres harca nyomta rá a bélyeget. Ezért, 1325-től, a nagykorúvá válásától kezdve, az uralkodó példátlan eréllyel kezdett hozzá királyságaiban a rend helyreállításához, szigorúan beszedte az államot illető jövedelmeket, határozottan fellépett a nemesség lázongó csoportjai ellen, előszeretettel támaszkodott a városokra, és uralkodása vége felé befejeződött két törvénykönyv összeállítása is. Tevékenysége miatt vannak, akik őt az „igazságos”, és szigora, erélye miatt vannak, akik a „bosszúálló” jelzővel illetik.
A király rendkívül sikeresen harcolt a mórok ellen az 1340-ben kirobbant marokkói – kasztíliai háborúban. A Nasszerida-dinasztiából származó I. Juszuf (1318 – 1354) granadai király a kasztíliaiak ellen segítségül hívta a Maronita – más írásmóddal Marinida – dinasztiából származó, marokkói szultánt, Abu Al-Hasan Ali ibn Othmant (1297? – 1351). (Vannak olyan források, amelyek az uralkodót nem szultánként, hanem marokkói királyként, illetve – Fez marokkói város után – fezi királyként jelölik.) Bár a háború azzal kezdődött, hogy a marokkói hajóhad győzött a kasztíliai ellen, XI. Alfonz 1340. október 30-án, a Salado folyó mellett vívott csatában döntő győzelmet aratott a marokkói szultán és a granadai király felett, mégpedig az édesanyja testvére, IV. Alfonz (1291 – 1357) portugál király segítségével. A szárazföldi diadalt ezután a kasztíliai hajóhad két győzelme követte a marokkói felett és 1344-ben XI. Alfonz visszafoglalta a móroktól Algeciras városát. Még ebben az évben a granadai király kénytelen volt – megfogadva marokkói szövetségese tanácsát – békét kötni a kasztíliai uralkodóval. (Ez a marokkói támadás volt egyébként a Hispániai-félsziget elleni utolsó Észak-Afrikából induló mór támadás.)
XI. Alfonz 1350-ben a még mindig mór kézen lévő Gibraltár ostroma alatt meghalt, valószínűleg az ekkor dúló nagy európai pestisjárványban. Utóda a fia, Péter (1334 – 1369) lett, ő I. Péter kasztíliai király és leóni király, az utolsó uralkodó a királyságokban a Burgundiai-házból. I. Péter édesanyja XI. Alfonz második felesége volt, Portugáliai Mária (1313 – 1357), IV. Alfonz portugál királynak és feleségének, Kasztíliai Beatrixnek (1293 – 1353) a lánya. ( IV. Alfonz Dénes (1261 – 1325) portugál királynak és feleségének, az aragóniai királyi családból származó Portugáliai Szent Erzsébetnek (1271 – 1336) volt a fia, Konstanciának, XI. Alfonz édesanyjának a testvére, azaz, XI. Alfonz az unokatestvérét vette feleségül. – Beatrix pedig IV. (Merész) Sancho kasztíliai-leóni király lánya, IV. Ferdinánd király testvére, azaz, XI. Alfonz nagynénje volt.)
XI. Alfonz nagy befolyású szeretője Eleonóra (Leonor Nunez de Guzman /1310 – 1351/), Medina Sidonia úrnője volt, aki kilenc fiút szült a királynak. A gyermekek egyike lett II. (Trastámarai) Henrik (1333 – 1379) király, I. Péter utóda. Alfonz és Eleonóra kapcsolatáról szól Donizetti A kegyencnő c. operája.

## Lásd még
- Burgundiai-ház

| Előző uralkodó: IV. Ferdinánd | Kasztília királya 1312 – 1350 | Következő uralkodó: I. Péter |